# Halekoppa, Mulbagal
Halekoppa là một làng thuộc tehsil Mulbagal, huyện Kolar, bang Karnataka, Ấn Độ.